# Benthem Crouwel Architects
Benthem Crouwel je nizozemská architektonická kancelář. Byla založena roku 1979. Pobočku má v Amsterdamu.
Zakladateli jsou Jan Benthem a Mels Crouwel.

## Některé projekty
- Ziggo Dome
- Museum De Pont
- Městské muzeum v Amsterdamu.
- Hlavní nádraží v Utrechtu
- Hlavní nádraží v Rotterdamu

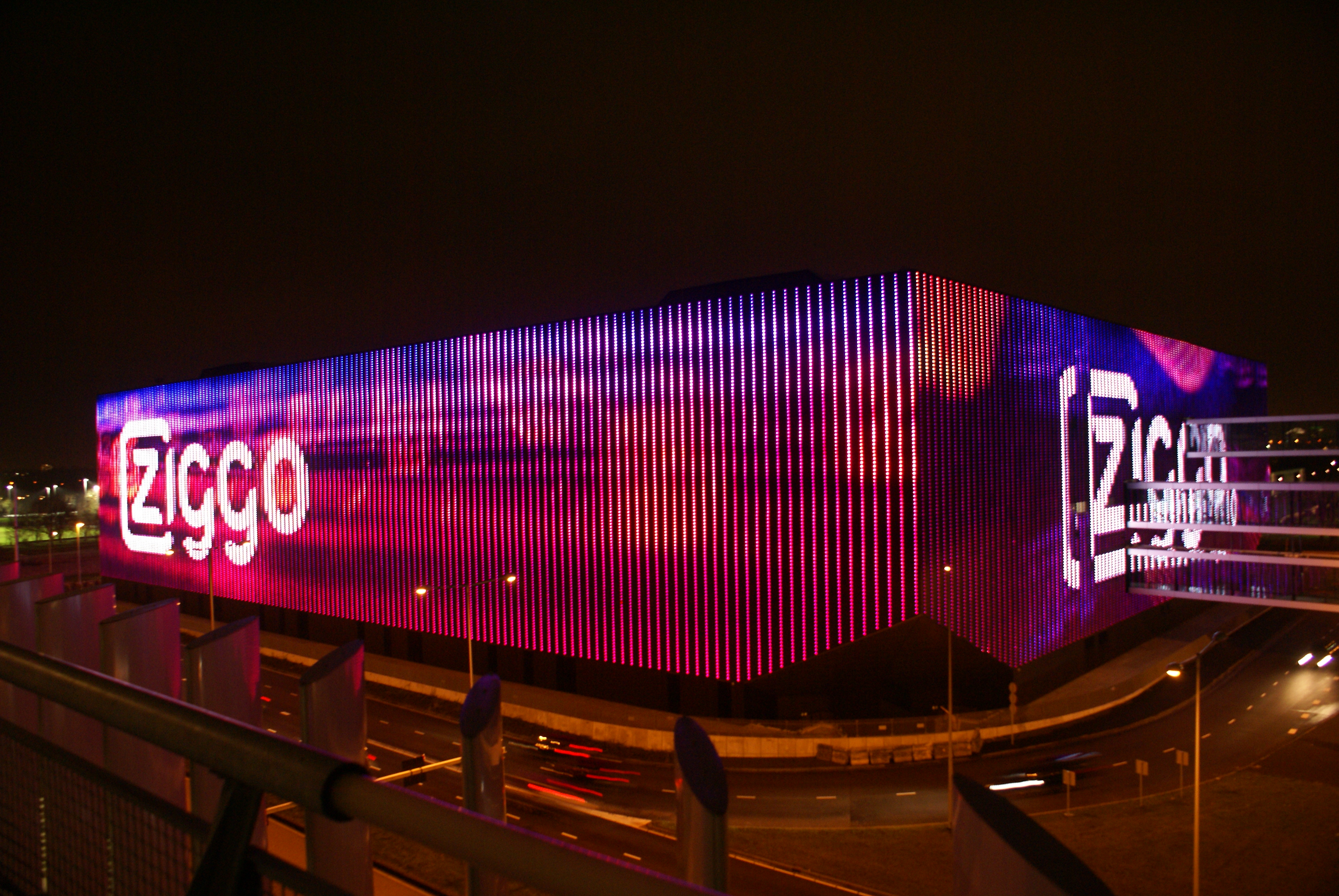
Ziggo dome
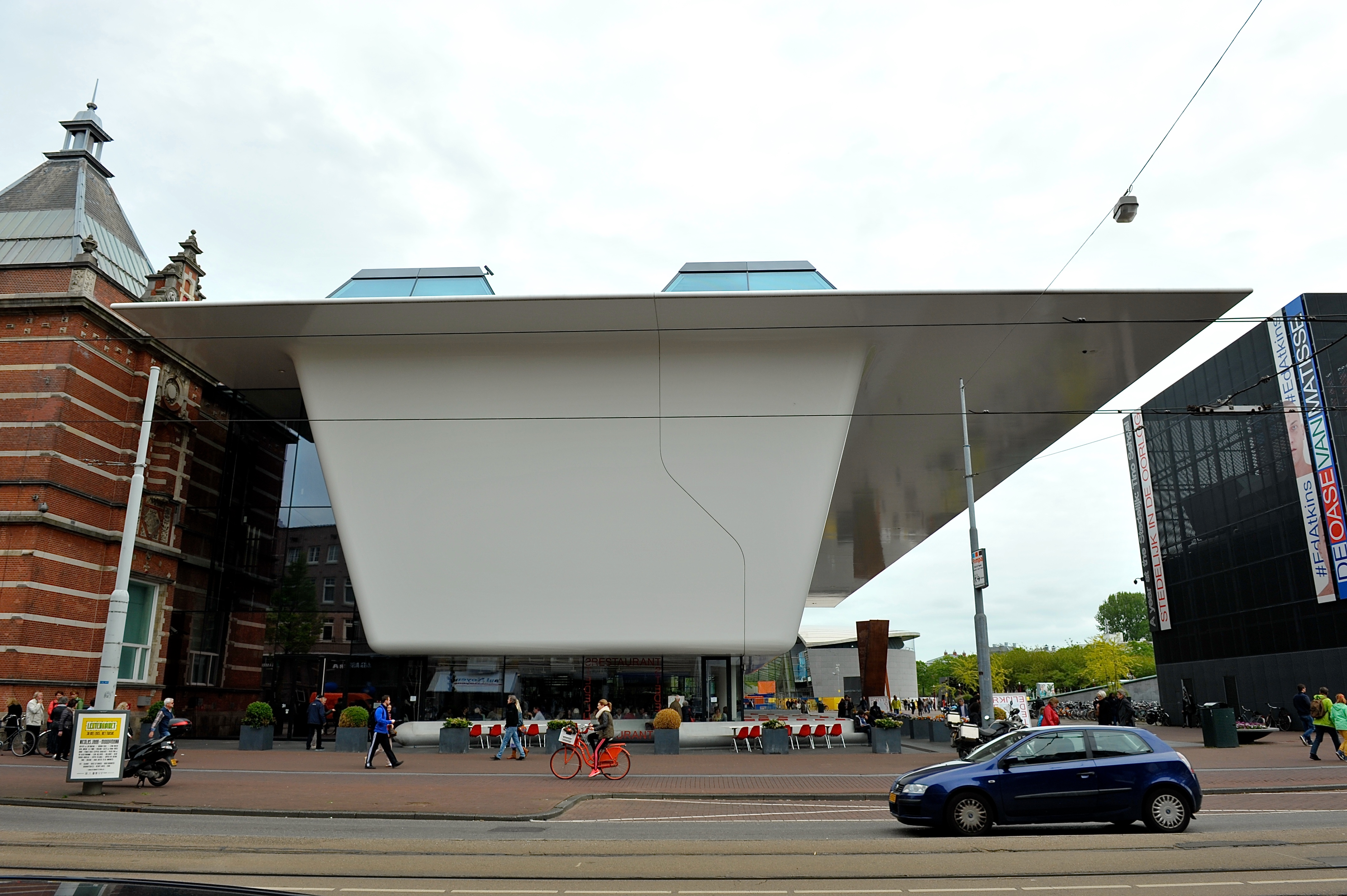
Městské muzeum v Amsterdamu
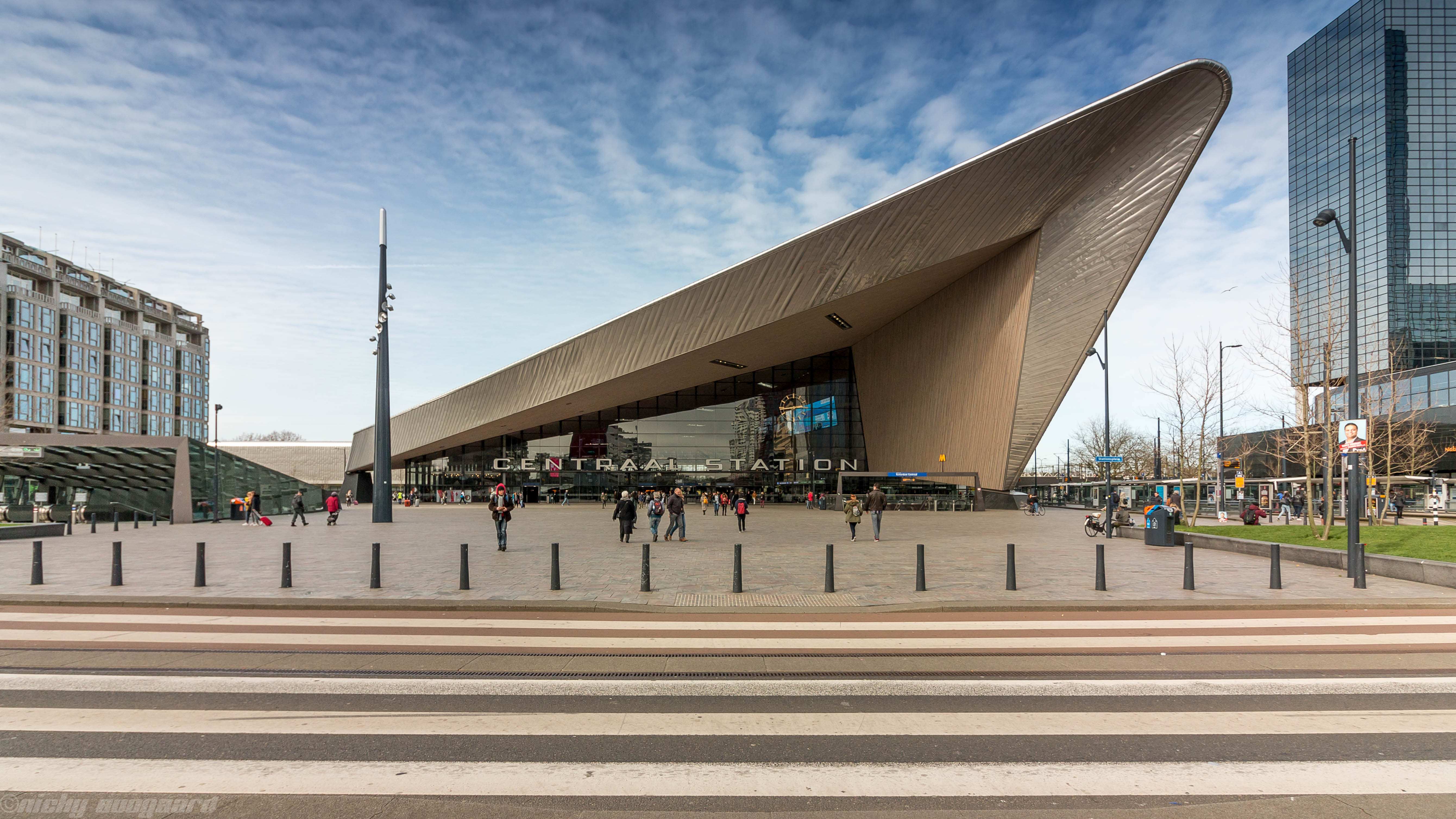
Hlavní nádraží v Rotterdamu

## Některá ocenění
- BNA-kubus (1999)[1]
- Nationale Staalprijs za průmyslovou budovu Wilo v Zaanstadu (2010)
- Hedy d'Ancona-prijs za ACTA, Akademické centrum pro stomatologii v Amsterdamu (2012)[2]
- Dutch Design Awards za hlavní nádraží v Rotterdamu (2014)[3]
- BNA Beste Gebouw van het Jaar za linku 52 metra v Amsterdamu (2019)[4]